# Tamara Poliakova
Tamara Eduárdovna Poliakova –em russo, Тамара Эдуардовна Полякова– (Chernivtsi, 27 de agosto de 1960) é uma desportista soviética de origem ucraniana que competiu em ciclismo nas modalidades de pista e estrada.
Em estrada obteve duas medalhas de ouro no Campeonato Mundial de Ciclismo em Pista, nos anos 1987 e 1989, ambas na prova de perseguição individual.
Ganhou uma medalha de prata no Campeonato Mundial de Ciclismo em Pista de 1981, na prova de perseguição individual.

## Medalheiro internacional

### Ciclismo em pista
| Campeonato Mundial | Campeonato Mundial      | Campeonato Mundial | Campeonato Mundial     |
| Ano                | Lugar                   | Medalha            | Competição             |
| ------------------ | ----------------------- | ------------------ | ---------------------- |
| 1981               | Brno ( Tchecoslováquia) | Medalha de prata   | Perseguição individual |

### Ciclismo em estrada
| Campeonato Mundial | Campeonato Mundial | Campeonato Mundial | Campeonato Mundial         |
| Ano                | Lugar              | Medalha            | Competição                 |
| ------------------ | ------------------ | ------------------ | -------------------------- |
| 1987               | Villach ( Áustria) | Medalha de ouro    | Contrarrelógio por equipas |
| 1989               | Chambéry ( França) | Medalha de ouro    | Contrarrelógio por equipas |